# Natasha Hernández
Natasha Hernández (ur. 19 kwietnia 1966) – wenezuelska judoczka. 
Mistrzyni świata w 1984, piąta w 1982, siódma w 1980. Srebrna medalistka igrzysk panamerykańskich w 1983 i 1987. Wygrała igrzyska Ameryki Środkowej i Karaibów w 1986. Zdobyła cztery medale mistrzostw panamerykańskich w latach 1980 – 1986.